# Issam Jellali
Issam Jellali (arabe : عصام جلالي), né le 22 mars 1981, est un joueur puis entraîneur tunisien de tennis.
Il est l'actuel entraîneur de la joueuse tunisienne Ons Jabeur.

## Biographie
Issam Jellali représente la Tunisie en Coupe Davis à trois reprises en 1998, 2002 et 2003, avec un bilan de quatre victoires (toutes en double) pour six défaites.
Il dispute une cinquantaine de tournois professionnels entre 1997 et 2009, participant notamment aux qualifications du tournoi de Dubaï en 2001 et au Challenger de Tunis en 2002. En double, il remporte un tournoi Futures à Bressuire avec Malek Jaziri en 2004.
Propriétaire et directeur d'une académie de tennis à Dubaï, il est l'entraîneur de Malek Jaziri et de Damir Džumhur.
En février 2020, il devient entraîneur à plein temps de sa compatriote Ons Jabeur, joueuse avec laquelle il collabore occasionnellement depuis 2017,.